# Amélie Cordeau
Amélie Cordeau (1 de octubre de 2005) es una deportista francesa que compite en tiro con arco, en la modalidad de arco recurvo. Ganó una medalla de oro en el Campeonato Europeo de Tiro con Arco al Aire Libre de 2024, en la prueba por equipo.

## Palmarés internacional
| Campeonato Europeo al Aire Libre | Campeonato Europeo al Aire Libre | Campeonato Europeo al Aire Libre | Campeonato Europeo al Aire Libre |
| Año                              | Lugar                            | Medalla                          | Prueba                           |
| -------------------------------- | -------------------------------- | -------------------------------- | -------------------------------- |
| 2024                             | Essen (Alemania)                 | Medalla de oro                   | Equipo                           |